# التنجيم في العصر الذهبي للإسلام

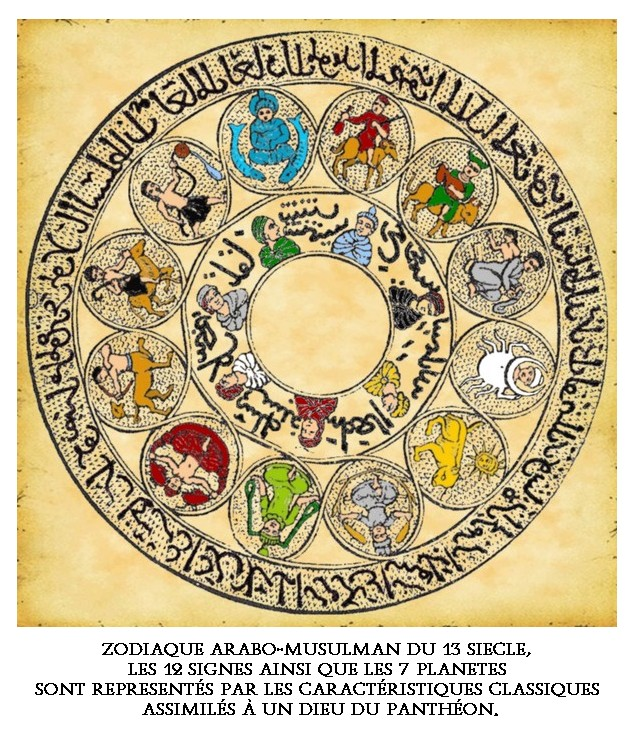

اهتم بعض المسلمين في العصور الوسطى اهتمامًا كبيرًا بدراسة علم التنجيم على الرغم من المحظورات الإسلامية، لأنهم اعتبروا الأجرام السماوية أمرًا ضروريًا من جهة، ولأن سكان المناطق الصحراوية غالبًا ما كانوا يسافرون في الليل من جهة أخرى، وبالتالي فقد اعتمدوا على الكوكبة لإرشادهم في رحلاتهم. احتاج المسلمون إلى تحديد وقت الصلاة مع مجيء الإسلام، إضافة إلى كل من اتجاه الكعبة والتوجيه الصحيح للمسجد، مما ساعد في إعطاء زخم ديني لدراسة علم الفلك وساعد في الاعتقاد بأن الأجسام السماوية تؤثر على شؤون الأرض وكذلك على حالة الإنسان. يُسمى العلم الذي يتعامل مع هذه التأثيرات علم التنجيم (أو علم النجوم)، وهو اختصاص ضمن مجال علم الفلك (يُعرف على نطاق واسع باسم علم الفلك وهو علم تكوين الأجرام السماوية). كانت مبادئ هذه الدراسات متجذرة في التقاليد العربية والفارسية والبابلية والهلنستية والهندية، وطورها العرب بعد إنشاء مرصد مذهل ومكتبة لنصوص علم الفلك وعلم النجوم في بغداد في القرن الثامن.
تعرض التطبيق العملي لعلم التنجيم لنقاش فلسفي عميق طوال فترة القرون الوسطى، من قبل علماء الدين والعلماء من المسلمين. مع ذلك، فإن التكهنات الفلكية تطلب قدرًا لا بأس به من الخبرة العلمية الدقيقة، وقد ساعد البحث عن هذه المعرفة خلال حقبة زمنية على توفير الحافز لدراسة وتطوير علم الفلك.

## التاريخ المبكر
واصل علم التنجيم وعلم الفلك الإسلامي تقاليد العصر الهلنستي والروماني على أساس كتاب المجسطي لبطليموس. أُنشئت مراكز لتعلم الطب والفلك والتنجيم في كل من بغداد ودمشق، وأسس الخليفة المنصور في بغداد مرصد ومكتبة رئيسيين في المدينة جاعلًا منها مركز الفلك العالمي. ازدادت المعرفة الفلكية بشكل كبير خلال هذه الوقت واخترع الفزاري الأسطرلاب. اشتُقت العديد من الأسماء الحديثة للنجوم من أسمائها العربية والفارسية.
كان ألبوماسر أو أبو معشر البلخي (805- 885) من أكثر المنجمين الإسلاميين تأثيرًا. تحدث كتابه مقدمة في علم التنجيم (كتاب المدخل الكبير) عن «أنه من خلال ملاحظة التنوع الكبير في حركات الكواكب فقط، يمكننا فهم أنواع التغيير غير المرقمة في هذا العالم». كانت هذه المقدمة من أوائل الكتب التي تُرجمت عبر إسبانيا وأوروبا في العصور الوسطى، والتي امتلكت تأثيرًا كبيرًا في إحياء علم التنجيم وعلم الفلك في تلك المناطق.
دمج الفرس أيضًا بين تخصصات الطب وعلم التنجيم من خلال ربط الخصائص العلاجية للأعشاب بعلامات البروج محددة وكواكب محددة. فعلى سبيل المثال، كان المريخ يُعتبر نباتًا حارًا وجافًا وبالتالي فهو يحكم النباتات ذات الطعم الحار أو اللاذع مثل الخربق والتبغ والخردل. اعتُمدت هذه المعتقدات من قبل أطباء الأعشاب مثل كلبيبر حتى تطور الطب الحديث.
طور الفرس أيضًا نظامًا يمكن من خلاله حساب الفرق بين الطالع وبين كل كوكب من الأبراج. أصبح هذا الموقع الجديد «جزءًا» جديدًا من نوع ما. على سبيل المثال، عُثر على «جزء الثروة» عن طريق أخذ الفرق بين الشمس والطالع وإضافته إلى القمر. فعلى سبيل المثال، إذا كان «الجزء» المحسوب على هذا النحو في البيت العاشر لبرج الميزان، هذا يقترح أن المال يمكن كسبه عن طريق نوع من الشراكة.
قدم عمر الخيام النيسابوري التقويم استنادًا إلى الأبراج الفلكية الكلاسيكية، وما يزال مستخدمًا في أفغانستان وإيران باعتبار التقويم الفارسي الرسمي.
كان قطب الدين الشيرازي المولود في إيران في شيراز (1236- 1311)، منجمًا وعالم فلك فارسيًا بارزًا. كتب انتقادات عن المجسطي لبطليموس وأنتج عملين بارزين في علم الفلك هما «حدود الإنجاز فيما يتعلق بمعرفة السماوات» في عام 1281 و«الحاضر الملكي» في عام 1284، وكلاهما ساهم في التعليق على عمل بطليموس وتحسينه وخاصة في مجال حركة الكواكب. كان الشيرازي أيضًا أول من قدم التفسير العلمي الصحيح لتشكل قوس قزح.
كان أولوغ بيك سلطانًا تيموريًا من القرن الخامس عشر، إلى جانب كونه عالم رياضيات وعالم فلك. بنى أولوغ مرصدًا في عام 1428 وأنتج أول خريطة نجمية أصلية منذ بطليموس والتي عملت على تصحيح موقع العديد من النجوم وتضمنت العديد من النجوم الجديدة.

## فهم العصور الوسطى
دحض العديد من علماء الفلك المسلمين في العصور الوسطى بعض مبادئ علم التنجيم مثل الفارابي وابن الهيثم وابن سينا وأبو الريحان البيروني وابن رشد، وغالبًا ما استعانوا بالأسباب العلمية لذلك (تعتمد الأساليب التي يستخدمها المنجمون على التخمين بدل التجريب)، إلى جانب الأسباب الدينية (الصراعات مع العلماء المسلمين الأرثوذكس). يتعلق هذا الدحض بشكل رئيسي بالفروع القضائية لعلم التنجيم بدلًا من المبادئ الطبيعية له. على سبيل المثال، كشف دحض ابن سينا لعلم التنجيم (في مقالته التي حملت عنوان إبطال أحكام النجوم، دراسة ضد أحكام النجوم) عن دعم لمبادئه الشاملة. ذكر أن الادعاء الذي يقترح أن كل كوكب يمتلك بعض التأثير على الأرض، لكن حجته كانت صعوبة قدرة المنجمين على تحديد التأثير الدقيق لكل كوكب. لم يدحض ابن سينا علم التنجيم من الناحية الجوهرية، لكنه نفى قدرة الإنسان المحدودة على معرفة الآثار الدقيقة للنجوم على المسألة تحت القمرية. مع ذلك، لم يدحض العقيدة الأساسية لعلم التنجيم، لكنه دحض فقط قدرتنا على فهمها بالكامل.

استخدم عالم دمشقي آخر هو ابن القيم الجوزية (1292- 1350)، في كتابه الذي حمل عنوان مفتاح دار السعادة، الحجج التجريبية في علم التنجيم من أجل رفض الممارسة القضائية لعلم التنجيم الأقرب إلى العرافة. لقد أدرك أن النجوم أكبر بكثير من الكواكب وبالتالي فقد جادل قائلًا: 
«وإذا أجبتم كمنجمين أنه بسبب هذه المسافة والصغر بالتحديد، فإن تأثيرهم لا يذكر، فلما تدعي تأثيرًا كبيرًا على أصغر جسم سماوي، عطارد؟ لماذا امتلكت تأثيرًا على الرأس والذيل وهما نقطتان وهميتان (العقد الصاعدة والهابطة)؟».
اعتبر الجوزية مجرة درب التبانة أنها «عدد لا يحصى من النجوم الصغيرة المتجمعة في مجال النجوم الثابتة»، وبالتالي فقد جادل بأنه «من المستحيل بالتأكيد معرفة تأثيراتها».